# Pierre Grassin
Pour les articles homonymes, voir Grassin.
Pierre Grassin, vicomte de Busancy, seigneur de Quincy, d'Albon-sur-Seine et de Montgodefroy-en-Brie, né vers 1500 vers Soissons et mort le 19 octobre 1569, est un homme politique du XVIe siècle. 

## Biographie

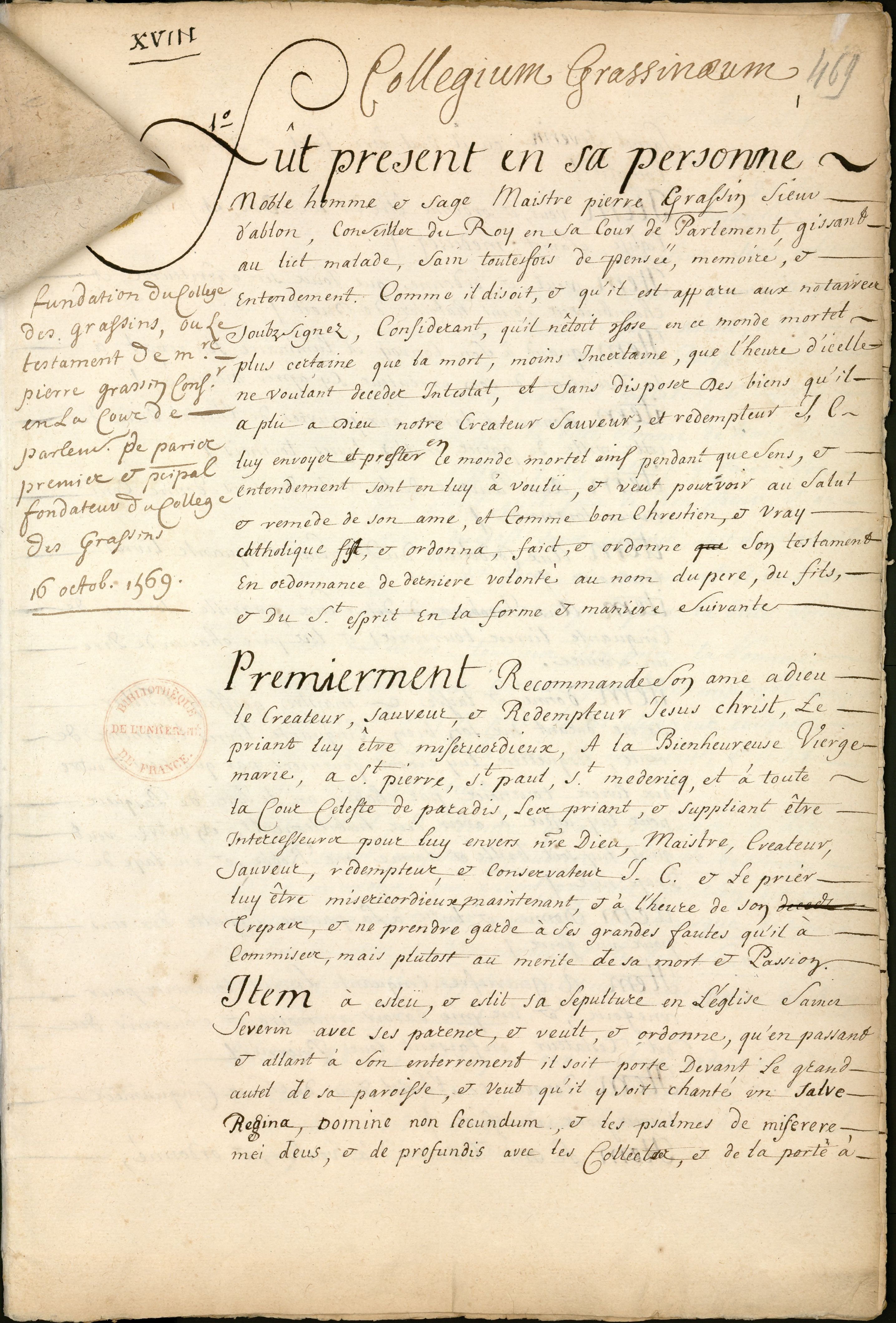
Fondation et statuts du collège des Grassins (Bibliothèque de la Sorbonne, NuBIS).

Conseiller au Parlement de Paris à partir du 17 septembre 1543, il fonde en 1569 sur la montagne Sainte-Geneviève à Paris, rue des Amandiers, le collège des Grassins destiné à l'origine aux enfants pauvres de Sens. 
Il est aussi connu pour avoir fait rebâtir Arcis-sur-Aube, après un incendie qui dévasta la ville. Il y possédait alors une terre. La ville lui fit alors ériger une statue en son hommage.